# Kajetan Nagele
Kajetan Nagele (* 6. August 1800 in Klachl; † 29. August 1882 in Graz) war Abgeordneter im österreichischen Reichstag und Gutsbesitzer in Metnitz.

## Leben
Nagele wurde 1800 als Sohn des Gutsbesitzers Sebastian Nagele und dessen Ehefrau Helene (geb. Bauer) geboren.
Durch seine Stellung wurde er als einiger der wenigen Bauern vom 10. Juli 1848  bis zum 7. März 1849 in den Reichstag berufen und wetterte dort im Rahmen der bäuerlichen Grundentlastung gegen Zahlungen an Adel und Klerus.
Seit 1829 war Nagele Besitzer des Zwatzhofs in der damaligen Gemeinde Grades (heute Gemeinde Metnitz) und des Guts Weilern in Staudachhof (Verkauf 1859). Nach 1849 war Nagele Bürgermeister von Metnitz. Im Jahr 1860 übergab er den Zwatzhof an einen Sohn und übersiedelte 1873 nach Graz, wo er 1882 verstarb.